# Françoise Dorléac

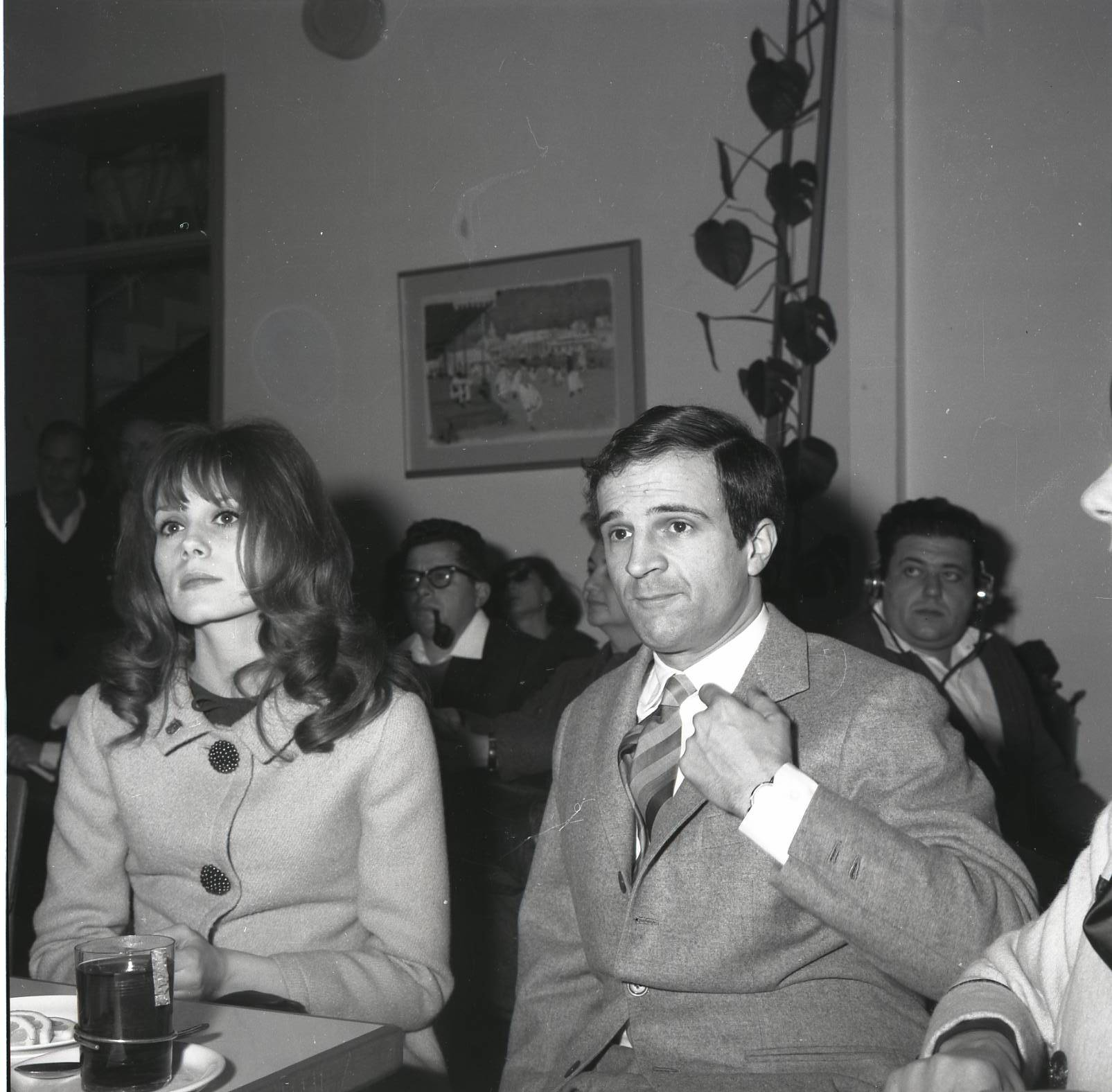
Dorléac și Truffaut în Israel

Françoise Dorléac (n. 21 martie 1942, Paris, Île-de-France, Franța – d. 26 iunie 1967, Villeneuve-Loubet, Provence-Côte d'Azur-Corse⁠(d), Franța) a fost o actriță franceză de teatru și film, sora mai mare a lui Catherine Deneuve. În scurta sa carieră a jucat în 16 filme (thrillere, filme de aventură, dar și comedii) și a devenit în acea vreme, una dintre cele mai populare actrițe tinere ale filmului francez.

## Biografie
Dorléac a studiat dansul clasic, a luat mai târziu lecții de actorie cu Raymond Girard și a lucrat la Teatrul din Paris, unde în curând a sărbătorit o scenă cu rolul lui Gigi din piesa omonimă. Cu scurtmetrajul Mensonges a debutat în cinematografie în 1957 iar în Lupii la stȃnă a avut pentru prima dată un mic rol într-un film de lung metraj. În 1961 i s-a acordat primul rol principal în La gamberge, alături de Jean-Pierre Cassel, cu care a jucat din nou în același an în filmul Arsène Lupin contra Arsène Lupin.
A devenit celebră în 1963, cu două filme prin rolurile principale foarte diferite: stewardesa Nicole în drama lui François Truffaut Pielea catifelată și capricioasa Agnès din filmul lui Philippe de Broca Omul din Rio, alături de co-starul Jean-Paul Belmondo. Roman Polanski a distribuit-o în rolul Teresei din Cul-de-sac în 1966. Unul dintre cele mai reușite succese ale sale a fost ca Solange Garnier în Domnișoarele din Rochefort, în cadrul căreia ea și Catherine Deneuve au jucat roluri de surori gemene. Acesta a fost penultimul film al lui Dorléac. La 25 de ani, a murit pe drumul către aeroportul din Nisa, când mașina ei de închiriat s-a răsturnat la ieșirea de pe autostrada Villeneuve-Loubet și a luat foc, iar ușile blocându-se, nu a mai reușit să iasă.

## Filmografie
- 1960: Lupii la stână (Les Loups dans la bergerie), regia Hervé Bromberger
- 1960: Ce soir ou jamais, regia Michel Deville
- 1960: Les portes claquent, regia Michel Fermaud și Jacques Poitrenaud
- 1961: Fata cu ochii de aur (La Fille aux yeux d'or), regia Jean-Gabriel Albicocco
- 1961: Tot aurul din lume (Tout l'or du monde), regia René Clair
- 1962: Arsène Lupin contra Arsène Lupin (Arsène Lupin contre Arsène Lupin), regia Édouard Molinaro
- 1962: La Gamberge, regia Norbert Carbonnaux
- 1964: Omul din Rio (L'Homme de Rio), regia Philippe de Broca
- 1964: Pielea catifelată (La Peau douce), regia François Truffaut
- 1964 Vânătoarea de bărbați (La Chasse à l’homme), regia Édouard Molinaro
- 1964: Caruselul (La Ronde), regia Roger Vadim
- 1966: Înfundătura (Cul-de-sac), regia Roman Polanski
- 1965: Ginghis Han, regia Henry Levin
- 1965: Passeport pour l'oubli, regia Val Guest
- 1967: Domnișoarele din Rochefort (Les Demoiselles de Rochefort), regia Jacques Demy
- 1967: Oamenii din umbră (Un cerveau d'un milliard de dollars), regia Ken Russell

## Legături externe
- Materiale media legate de Françoise Dorléac la Wikimedia Commons
- Françoise Dorléac la Internet Movie Database